# Минский округ
Минский округ — единица административного деления Белорусской ССР, существовавшая с июля 1924 по июль 1930 года. Административный центр — город Минск.
Образован согласно постановлению ЦИК БССР «Об административно-хозяйственном делении БССР» от 17 июля 1924 года.
Первоначально включал 11 районов: Заславский, Койдановский, Логойский, Острошицко-Городокский, Пуховичский, Самохваловичский, Смиловичский, Смолевичский, Узденский, Червенский, Шацкий.
В июне 1927 года в состав Минского округа вошло 8 районов упразднённых Борисовского и Слуцкого округов: Бегомльский, Березинский, Борисовский, Гресский, Зембинский, Копыльский, Плещеницкий, Холопеничский.
В августе — сентябре 1927 Шацкий и Зембинский районы были упразднены.
Округ упразднён 26 июля 1930 года, как и большинство округов СССР. Районы переданы в прямое подчинение БССР.
По данным переписи 1926 года численность населения составляла 539,5 тыс. чел. В том числе белорусы — 79,8 %; евреи — 13,1 %; русские — 3,1 %; поляки — 2,5 %.